# Juin 1916 (guerre mondiale)
Mai 1916 - juin 1916 - Juillet 1916
- 3 juin : 
  - Proclamation de l’état de siège à Salonique à la suite de la prise du fort de Rupel par les troupes germano-bulgares.

- 4 juin : 
  - Déclenchement de l'offensive russe du général Broussilov contre les forces germano-austro-hongroises commandées par Franz Conrad von Hötzendorf et Alexander von Linsingen.

- 6 juin : 
  - Conquête d'Usumbura (Afrique orientale allemande) par les troupes belges.

- 7 juin : 
  - Suite de la bataille de Verdun. Chute du fort de Vaux puis de Thiaumont, Fleury-devant-Douaumont.
  - Décret du gouvernement impérial allemand octroyant aux territoires russes administrés par l'armée allemande l'autonomie en matière économique.

- 10 juin : 
  - Arrêt de l'offensive austro-hongroise dans le Trentin.
  - Insurrection à Médine : début de la Grande révolte arabe dirigée contre les Ottomans.

- 13 juin : 
  - Premier bombardement aérien allemand sur Londres menés par des avions : 14 avions Gotha engagés. Le bilan du bombardement est lourd pour les Londoniens : 162 morts et 426 blessés.

- 18 juin : 
  - Mort de l'as allemand Max Immelmann, surnommé l'aigle de Lille, au cours d'un combat aérien contre un FE.2b du Squadron 25.

- 21 juin :
  - À Verdun, les Allemands atteignent les abords de Froideterre.

- 22 juin :
  - Démobilisation de l'armée ordonnée par le Premier ministre grec Zaïmis à la suite de dissensions avec les Alliés.

- 22 juin : 
  - Envoi d'une mission du parlement français de contrôle aux armées.